# 이은희 (교수)
이은희(李銀姬, 1958년 ~ )는 대한민국의 대학 교수이며, 인하대학교에서 소비자학과 교수로 재직 중이다.

## 학회 활동
- 2002년 1월 ~ 2003년 4월 : 한국소비문화학회 편집위원장
- 2007년 7월 ~ 2008년 6월 : 한국소비자정책교육학회 회장
- 2008년 7월 ~ 2009년 6월 : 한국소비자학회 회장
- 2023년 1월 ~ 2023년 12월 : 대한가정학회 회장

## 기타 활동
- 2009년 4월 ~ 2012년 3월 : 최저임금위원회 공익위원
- 2014년 5월 ~ 2017년 5월 : 한국사회적기업진흥원 비상임이사
- 2014년 5월 ~ 2020년 12월 : 한국소비자교육지원센터 회장
- 2016년 7월 ~ 2018년 6월 : 한국승강기안전공단 비상임이사
- 2019년 3월 ~ 2021년 3월 : 한국건강증진개발원 비상임이사
- 2020년 10월 ~ 2022년 10월 : 방송통신위원회 보편적 시청권보장위원회 위원

## 방송 출연
- SBS 《모닝와이드》 - 인터뷰 출연
- KBS2 《해 볼만한 아침 M&W》 - 인터뷰 출연